# 有道出人
有道 出人（あるどう でびと、David Christopher Schofill、1965年1月13日 - ）は、アメリカ合衆国カリフォルニア州出身の日本国籍取得者、英会話教師、人権活動家、作家。英語名はデイヴィッド・クリストファー・アルドウィンクル（ David Christopher Aldwinckle）。外国人の入浴客を拒否していた小樽市の銭湯と市を提訴した「小樽温泉訴訟」で有名。元北海道情報大学経営情報学部先端経営学科准教授。2012年2月7日現在、ハワイ大学イースト・ウエスト・センターのアフィリエイトスカラー。アメリカのハワイ州の在住。

## 来歴および活動履歴
- 生誕名はDavid Christopher Schofill（デイヴィッド・クリストファー・ショフィル）[2]。カリフォルニア州に生まれ、ニューヨーク州に育つ。両親の離婚により1971年頃に養子となり、Aldwinckleに改姓。7代前の祖先にはチェロキー族がいる[2]。
- コーネル大学在学中、1986年に文通相手の菅原文子（あやこ、のち南幌町議会議員）の招きで初めて日本を訪問し、数週間滞在。以後、日本語の習得に専念し、1987年6月にコーネル大学教養部政治学科を卒業。1987年8月から1988年8月まで、札幌市の株式会社インターナショナルアカデミー（IAY）で英語を教えた後、米国へ戻り、カリフォルニア大学サンディエゴ校国際関係論大学院に入学するが休学。1989年10月から1990年8月まで、新潟県長岡市の株式会社日本マネジメントアカデミィ総務部に1年間勤務。1989年、菅原文子と結婚。妻との間には2人の娘がいるが、1人は一見アジア人風、もう1人は一見白人風であるため、湯の花温泉では白人風の娘だけが入浴を拒まれる差別を受けたという。
- 1990年、カリフォルニア大学サンディエゴ校国際関係論大学院に復学。1991年6月、修士号（商学、日米貿易専攻）取得。1991年9月、札幌市の株式会社島田産業に入社し、アジアからの建材木材の輸入を担当したが、ハラスメントを受けたと申し立てて[3]1993年1月に退社し、同年4月から北海道情報大学経営情報学部経営ネットワーク学科講師としてビジネス英語と欧米式討論を教え始める。2007年から同校の准教授を務める。
- 1996年に日本の永住権を取得。
- 2000年10月に日本国籍取得。これにより法律上の氏名は菅原 有道出人となる。
- 2001年に小樽の入浴施設を提訴（主任弁護人伊東秀子）。
- 2002年在札幌米国総領事館から警告を受けて米国市民権を放棄。
- 2002年NTTドコモに抗議[4]。
- 2004年2月、稚内市と紋別市に対し人種差別撤廃条例を強要[5]。
- 2005年の3月から4月にかけてピースボートに参加[6]。
- 2005年6月より、本人のサイトにてパロディー絵「Little Yellow Jap」掲載を開始[7]。
- 2005年マンダムに抗議[8]。
- 2006年1月、2ちゃんねるを相手取って起こした名誉毀損訴訟で勝訴（2ちゃんねるの歴史参照）。
- 2006年4月H.I.Sに抗議[9]。
- 2006年9月、菅原文子と協議離婚[10]。その理由について、有道は「離婚は2004年2月に自分から申し出た」「自分の人権活動が離婚の原因になったわけではない」[11]と説明している。
- 2006年国歌斉唱は多文化共生に反すると非難[12]。
- 2006年11月戸籍にある菅原姓の削除を札幌家庭裁判所に申し立て[13]、これにより法律上も有道 出人となる。
- 2007年2月ファミリーマートボイコット運動[14]。
- 2007年9月ホリデースポーツクラブに抗議[15]。
- 2007年10月北海道情報大学を非難[16]。
- 2007年12月東横インボイコット運動[17]。
- 2008年1月北國新聞に抗議[18]。
- 2008年1月豪で武者小路公秀と共に日本語能力テストを批判[19]。
- 2008年6月、洞爺湖サミットのための警備の一環で新千歳空港で職務質問されたことに対し腹を立て北海道警察に抗議文を提出。この際、録音装置をあらかじめオンにして[20]職務質問されるまで警察の周りをうろついていたことについて「彼はやり過ぎの警官に捕まった無辜の歩行者ではない、トラブルを誘っていたのだ」との批判がある[21]。
- 2011年6月[要出典]、北海道情報大学を退職。同年に再婚[要出典]。
- 2014年明治学院大学で博士号取得

## 小樽温泉入浴拒否問題
1999年9月に、ドイツ人のオラフ・カルトハウス、アメリカ人のケネス・リー・サザランドと共に小樽市手宮にある入浴施設「湯の花」を訪れた際、外国人であることを理由に入浴拒否される。「湯の花」は、小樽に入港するロシア人船員の入浴マナーが著しく悪かったため、それを忌避して日本人利用者が減少することで「経営難に陥る危険性が極めて高いと判断し」、そのような事態を回避するため外国人の入浴を拒否するようになっていたのであるが、有道らが日本に帰化して日本人となった後に訪れても入浴を断られたため、これを人種差別だとして2001年2月に「湯の花」の運営会社及び小樽市に対して600万円の損害賠償と謝罪広告を求め提訴した。
「湯の花」側は、自らのグループ企業が経営していた他のサウナ風呂が同様の事例により廃業を余儀なくされたことを踏まえ、外国人入浴拒否は自己の営業を防衛するためにやむを得ない措置であった等と主張した。有道らは、当該入浴拒否は人格権という重大な利益の侵害であって、湯の花側の主張するような経営上の理由によって差別の合理性を根拠づけることはできない等と主張した。
小樽市に対しては、人種差別撤廃条約に基づいて強制力や罰則をもった条例を制定して当該入浴拒否を禁止すべきであったのにその義務を怠った等と主張した。小樽市側は、当該条約においてその具体的方策は締約国の裁量に委ねられており、地方公共団体の不作為を理由に損害賠償しうるものではないと主張した。また市としても入浴拒否を人権侵害の問題として捉えた上で、「湯の花」側への働きかけを含め入浴拒否の解消に向けた様々な措置を行っており、当該条約により求められる施策は十分に取っていた等と主張した。
2002年11月、札幌地方裁判所の判決は、外国人あるいは外国人にみえる者の入浴を一律に拒否するのは人種差別に当たる不法行為として「湯の花」側に原告3名へ各100万円の賠償支払いを命ずる一方、小樽市については責任を認めなかった。
同月、判決を不服として有道らが小樽市を相手に札幌高等裁判所へ控訴。「湯の花」も有道らを相手取り控訴。
2004年9月、高裁判決は小樽市に対する有道らの控訴、および有道らに対する「湯の花」の控訴を共に棄却。「湯の花」に対する有道らの勝訴が確定。有道らは最高裁判所へ上告。
2005年4月、最高裁は上告を棄却。小樽市に対する有道らの敗訴が確定。
この当該事件における有道出人らの交通費はトニー・ラズロ主宰のNGO一緒企画が提供していた。ケネス・リー・サザランドも一緒企画と連絡を取っていた。さらに、有道は入浴施設が外国人の入浴拒否をしていることを事前に知っており、「事実を確認するための作戦である」と明言していた (原文: "THIS IS A MISSION TO CONFIRM FACTS OF THE CASE.") 。

## 人種差別問題に関するその他の取り組み
「Japanese only」（外国人お断り）の看板を出している居酒屋や銭湯、帰化した日本人に対して滞在許可証の提示を求める警察官など、様々な人種差別問題に取り組んでいるとされている。

## 批判

### 「ちびきいろじゃっぷ」
2005年6月より、『ちびくろサンボ』が復刊されたことへの抗議として、自身のサイトにて「ちびきいろじゃっぷ」と書かれたパロディー絵を掲載している。出っ歯、ふんどし、下駄の絵で和人を描画し、英語版では、"Little Yellow Jap"という人種差別表現を6回使用している。
2011年10月5日より、株式会社瑞雲舎（『ちびくろサンボ』の日本語版出版社）の著作権侵害が明らかになったため、米国のデジタルミレニアム著作権法に基づき、有道のサイトのプロバイダーが上記のページを閉鎖した。

### 「WaiWai」擁護・援用
2008年7月、毎日新聞の記者ライアン・コネルによる虚偽報道 (毎日デイリーニューズWaiWai問題) を擁護し、WaiWaiは日本人の態度を知るための必須のガイドだと、「日本人は日本語をまるで秘密の合言葉のように、日本語を使えばどんな発言をしても構わないと思っている。「それは国内向けの発言だ」という言い訳はとても多い」と発言した。
有道は自身のサイトで、WaiWaiを50回以上にわたって援用している。

### その他
H.I.Sの日本国籍保持者限定ディスカウントを非難する一方で、自分は外国人オンリーディスカウントを宣伝している。

## 著書
- SPEAK YOUR MIND Introduction to Debate (Textbook) April 1996, ISBN 4-925013-29-7
- CAN WE DO BUSINESS? Introduction to Business English (Revised Textbook), Maruzen Planet KK, Tokyo, April 2000. ISBN 4-944024-82-7
- 『ジャパニーズ・オンリー：小樽温泉入浴拒否問題と人種差別』明石書店 2003年 ISBN 4750316997
- JAPANESE ONLY: The Otaru Hot Springs Case and Racial Discrimination in Japan (Akashi Shoten Inc. November 2004), ISBN 4-7503-2005-6
- 『日英対訳 ニューカマー定住ハンドブック 日本で働き、暮らし、根付くために』（樋口彰との共著）明石書店 2008年 ISBN 4750327417
- Embedded Racism（英語版）